# Aeroportul Frieda River
Aeroportul Frieda River (IATA: FAQ, ICAO: AYFR) este un aeroport din Papua Noua Guinee.
Situat la o altitudine de 61 m, aeroportul dispune de o singură pistă.